# Allumage de la Hanoukkia
Pour les articles homonymes, voir Allumage.

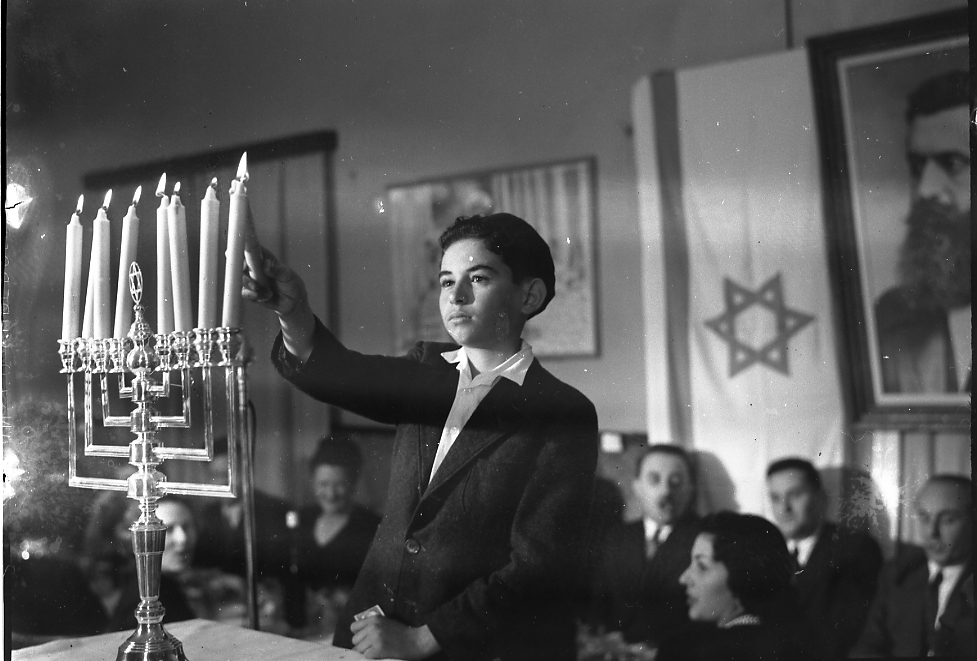

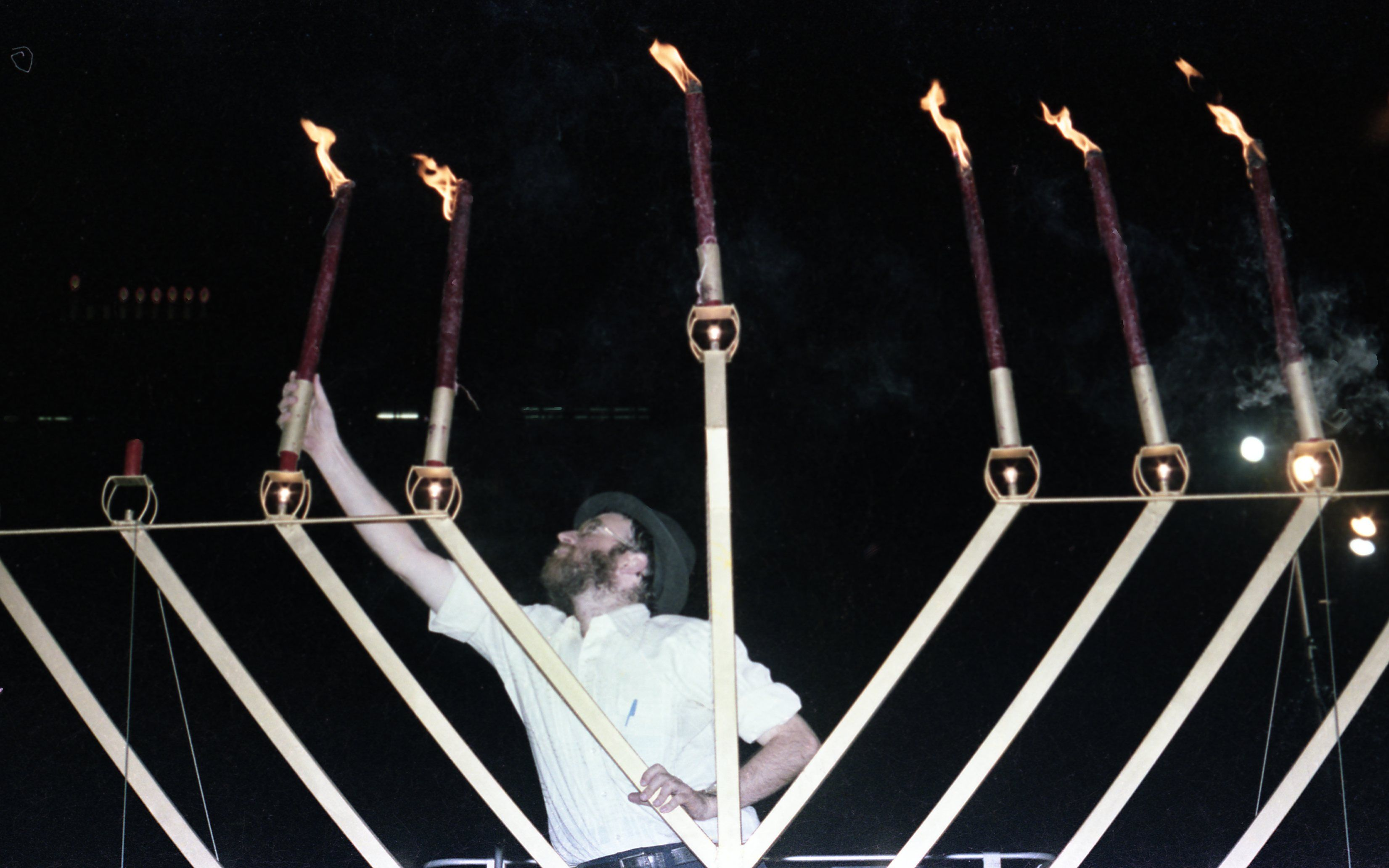

L’allumage du candélabre de Hanoucca est la prescription instaurée par les rabbins d’allumer des luminaires au cours des huit jours de la fête afin de publier le miracle de la victoire des Maccabées sur les Séleucides. Les détails pratiques de cet allumage qui constitue le seul rite de la fête jusqu’à l’ère moderne et en demeure à ce jour le principal, sont déjà connus du temps de la Mishna mais ils n’y sont pas consignés dans un traité spécifique et n’apparaissent qu’obliquement dans une discussion sur les dommages par incendie que ces lumières pourraient causer. L’essentiel des lois sur l’allumage est donc extrait du Talmud de Babylone, qui lie explicitement la prescription au miracle de la fiole d’huile.
La coutume actuelle avant  d’allumer dans chaque foyer les lumières dans un ustensile qui imite le chandelier du temple de Jérusalem, suit l’opinion la plus fastueuse parmi celles qu’ont enregistrées les Talmuds. Ces lumières doivent être visibles depuis l’espace public, bien que la crainte de persécutions antijuives ou antisémites ait pu conduire à amender cette disposition ; depuis le siècle dernier s’est répandu l’usage — rapidement popularisé par le mouvement Haba"d — d’allumer les lumières dans un lieu public mais il ne remplace pas le devoir de l’allumage individuel.

## L’allumage de la hanoukkia dans les sources juives
Le premier livre des Maccabées, rédigé par un contemporain voire témoin ou protagoniste des évènements, décrit d’une part l’allumage de luminaires lors de l’encénie de l’autel profané et d’autre part la célébration de cette dédication pendant huit jours comme ce fut le cas pour l’autel du tabernacle et celui du premier Temple (I Maccabées 4:41-58). Le second livre des Maccabées rattache ces huit jours à la fête de Souccot et au jour où Néhémie a trouvé le feu sacré , scellé par les prêtres, lorsqu’il revint construire le temple et l’autel (2 Maccabées 1:22)
 (mai 2019).
- Le Miracle
  - La fête de Hanoucca dure huit jours. Le chiffre 8, dans la tradition hébraïque, symbolise le dépassement de la nature. En effet, les sages du Talmud ont enseigné que le miracle de la petite fiole d'huile qui permit d'allumer la grande Menorah du Temple durant 8 jours est le signe tangible que Dieu était aux côtés des Hasmonéens durant leur combat contre les envahisseurs grecs et symbolise la Présence de Dieu hier comme aujourd'hui auprès du peuple juif.
  - L'interprétation du miracle : de nombreuses discussions théologiques sur le sujet existent :
    - la fiole se serait-elle remplie à nouveau tous les soirs ?
    - un huitième de la fiole se serait-il consumé chaque jour ?
      - Les rabbins ont opté pour la seconde interprétation.

- La propagation de la lumière
  - La victoire des Hasmonéens sur leurs ennemis n'a pas dévoyé le sens de leurs combats. Ils s'étaient battus pour rétablir le droit des Juifs à étudier la Torah et à accomplir les commandements. La victoire obtenue, ils restèrent fidèles à leur idéal. Ils célèbrent la fête en allumant des lumières qui symbolisent que les Juifs se battent pour que les valeurs spirituelles et morales l'emportent sur les forces de l'ombre. Propager la lumière de la Torah est le "but ultime" et la leçon des Hasmonéens.

- La famille
  - Les Hasmonéens doivent leur victoire à la famille. En effet, si le judaïsme a pu rester vivace pendant les périodes de persécution, c'est parce que dans les familles, seul noyau social pouvant échapper à la mainmise du pouvoir, on a poursuivi l'étude de la Torah et la pratique des Mitsvot.

Les lois de Hanoucca se concentrent sur les points suivants :
- Qu'allume-t-on et comment ?
- Où allume-t-on ?
- Quand allume-t-on ?
- Qui allume ?
- Les prières particulières

## Quoi et comment?
À Hanoucca, les familles témoignent de leur amour toujours grandissant pour les Mitsvot (le pluriel de Mitsva, commandement en hébreu).
Aussi, le premier jour il faut allumer une bougie et on en ajoute 1 chaque jour jusqu'au 8e jour où on en allume 8. De plus, il faut laisser allumé le shamash, la bougie qui a servi à allumer les autres lumières. 44 bougies au total sont donc utilisées pendant la fête de Hanoucca.
Chaque jour, la nouvelle bougie est placée à gauche de celle de la veille et c'est par elle que l'on débute l'allumage. On a le droit d'allumer tant avec de l'huile qu'avec des bougies. Cependant, il est préférable d'allumer avec de l'huile et si possible avec de l'huile d'olive; en effet, l'huile utilisée dans le Temple pour allumer la Menora était de l'huile d'olive.
Avant d'allumer chaque jour, deux bénédictions sont récitées : pour remercier Dieu d'avoir donné au peuple juif la Mitsva d'allumer les bougies et pour Le remercier pour les miracles.
Le premier jour, une bénédiction est ajoutée pour Le remercier d'avoir donné vie jusqu'à cette fête.

## Où?
Au temps de la Guemara, on allumait la Hanoukkia à la porte de la maison ou de la cour qui donnait sur la rue. Ceci permettait de faire connaître le miracle et symbolisait l'obligation de propager la Torah.
Aujourd'hui, elle est allumée à l'intérieur des maisons et on place la Hanoukia, soit à la fenêtre pour qu'elle puisse être visible de la rue (ceci n'est pratiqué que si la fenêtre est visible de la rue et qu'elle se trouve au rez-de-chaussée ou au 1er étage), soit près d'une porte du côté gauche (en entrant) de telle sorte que l'entrée soit encadrée de Mitsvot, la Mezouza à droite et la Hanoukia à gauche.
S'il y a la place près de la porte, on l'allumera si possible sur un meuble bas de moins de 80 cm de haut et de plus de 25 cm. En effet, à l'époque de la guemara où on était éclairé par des bougies, c'était cette hauteur basse qui distinguait les bougies de Hanouka du reste de l'éclairage.

## Quand et combien de temps?
À l'époque de la guemara où on allumait sur la rue, il était impératif d'allumer immédiatement à la tombée de la nuit, tant qu'il y avait encore des passants.

Aujourd'hui aussi, si la famille peut être réunie aussi tôt, il faut allumer à cette heure-là, tout de suite après avoir fait la prière du soir.

Si la famille ne peut pas être réunie aussi tôt, on a le droit d'allumer jusque tard dans la soirée, tant que les membres du foyer sont debout et qu'ils pourront voir les bougies.
Les bougies doivent être suffisamment longues pour brûler pendant une demi-heure au moins.
Sur les 8 jours que dure Hanoucca il y a forcément au moins un Shabbat, et quelquefois 2. Le soir du Shabbat, on allume les bougies de Hanoucca avant celles de shabbat, et au moins une des bougies doit être suffisamment longue pour durer 1h 40, afin qu'elle reste allumée une demi-heure après la tombée de la nuit.

## Qui?
La Mitsva de l'allumage des bougies de Hanoucca est une Mitsva qui concerne tant les femmes que les hommes.
- Cependant, comme c'est une Mitsva du foyer, il suffit, selon la coutume séfarade, qu'une seule Hanoukia soit allumée par foyer. Et si le maître de maison ne peut être présent, c'est sa femme ou un de ses enfants bar ou bat Mitsva qui allumera à sa place et lui n'aura pas besoin d'allumer là où il se trouvera. Si personne n'allume chez lui, il s'efforcera de s'associer à l'allumage des bougies du foyer où il se trouve en donnant une somme symbolique au maître de la maison.

- Selon le rite ashkénaze, les enfants et les invités peuvent également allumer leur propre Hanoukia et celui qui est parti en voyage allumera là où il se trouve même si sa femme allume dans son foyer.

## Autour de la Hanoukia
La Mitsva d'allumer les lumières de Hanouka est un moment propice pour la famille juive de se réunir autour de la Hanoukia pour chanter, discuter, jouer ou manger des "spécialités" de Hanouka.
Hanoucca doit être fêtée dans la joie pour que se réalise cette promesse des sages: "Qui fait attention à la Mitsva de l'allumage des bougies aura des enfants qui deviendront des "Talmidé Hahamim", des amants de la Torah".

## Prières particulières
- Le Hallel

Chaque jour de Hanouka, le Hallel est lu en entier avec la bénédiction.
- Al Hanissim

Dans la 'Amida ainsi que dans le Birkat Hamazone, le texte de Al Hanissima est ajouté. Celui qui a oublié de le dire ne doit pas recommencer.
- Lecture de la Torah

Chaque jour, est lu dans la Torah le passage qui concerne les sacrifices apportés lors de l'inauguration du Temple dans la Paracha de Nasso. Trois personnes sont appelées à la Torah. À Rosh Hodesh Hanoucca (c'est-à-dire celui du mois de Tevet), deux Sifrei Torah sont sortis et quatre personnes sont appelées à la Torah. Les trois premières lisent dans le premier Sefer Torah le passage qui concerne Rosh Hodesh et la quatrième personne lit dans le deuxième Sefer Torah le passage qui concerne Hanoucca.

## Autres aspects
Dans différents rites juifs, des jeux comme la toupie (sevivon en hébreu, dreydel en yiddish) sont traditionnellement pratiqués. Cette pratique se ferait en référence aux Juifs sur qui pesait l'interdit de leur religion par Antiochos IV, et qui pour éviter d'être punis par les soldats qui les surprenaient, auraient prétexté jouer à la toupie.

Il s'agit d'une toupie à 4 faces, chacune frappée d'une lettre : 
1. נ Noun
2. ג Guimel,
3. ה He,
4. ש Chin - (En Israël, c'est un פ-pe à la place du chin)

Ces quatre lettres sont l'acronyme de Nes Gadol Hayah Sham ou Po (Un Grand Miracle Eut lieu Là-bas ou Ici, selon que la toupie ait été fabriquée ou non en Israël).

Dans le monde ashkénaze (et actuellement dans certains milieux juifs américains), la coutume des enfants était de jouer avec une mise en cacahuètes ou en chocolat (Hanoukka gelt, argent de Hanoucca). 
Chaque joueur dispose d'une mise initiale de 10 à 15 "pièces". Chacun place une pièce dans le "pot commun". La toupie est lancée par chaque joueur à tour rôle, qui se conforme à ce que dit la face apparente lorsque la toupie tombe :
- Noun - nischt - "rien" - le prochain joueur fait tourner la toupie
- Guimel - gantz - "tout" -  le joueur rafle la mise (prend toutes les pièces dans le pot)
- He - halb - "moitié" - il ne prend que la moitié du pot, arrondissant au chiffre supérieur, en cas de nombre impair de pièces dans le pot
- Shin - shtel - "mets" - le joueur rajoute une pièce dans le pot (il n'y a pas de lettre pe, le jeu se déroulant hors d'Israël)

La partie s'achève lorsqu'un joueur a tout emporté.

## Dates
- En 2012, le 25 Kislev tombe le dimanche 9 décembre, donc la première bougie de Hanoucca est allumée le samedi soir 8 décembre.

## Source
Source : le Rav Shaoul David Botshko, sur le site cheela.org, question 20523